# Roberto Kovac
Roberto Kovac est un joueur de basket-ball suisse, né le 2 mai 1990 à Mendrisio. Il évolue au poste d'arrière.

## Biographie
Roberto Kovac naît le 2 mai 1990 à Mendrisio, dans le canton du Tessin, de parents croates. Il est binational croato-suisse et de nationalité sportive suisse.
Après une maturité professionnelle de type commerciale au Tessin, il fait une année passerelle au Collège Saint-Michel à Fribourg pour pouvoir faire des études universitaires en sport, et en anglais (baccalauréat universitaire prévu en janvier 2023).
Il est marié et père d'un enfant.

## Carrière sportive
Il pratique le judo jusqu'à l'âge de 13 ans (ceinture verte) et ne s'entraîne sérieusement au basket qu'à partir de 16 ans, au SAV Vacallo, où il est entraîné par Rodrigo Pastore.
Il est sélectionné en équipe nationale suisse en été 2011. Il est capitaine de l'équipe de Suisse en 2023.

### Caractéristiques
Évoluant au poste d'arrière, de relative petite taille (1m89 ou 1m90), il se distingue par ses nombreux tirs à trois points,.

### Clubs
- 202- : Fribourg Olympic[10]
- 2021-2023 : Spinelli Massagno[10] (rupture de contrat fin janvier[6],[11])
- 2021 : Saint-Chamond[7]
- 2020-2021 : Lions de Genève[7]
- 2020 : IR Reykjavik[2]
- 2019 : Cibona Zagreb[2]
- 2016-2019 : Lions de Genève[2] (capitaine en 2017[8])
- 2011-2016 : Fribourg Olympic[2]
- 2007-2011 : SAV Vacallo[2]